# Moglia
Moglia is een gemeente in de Italiaanse provincie Mantua (regio Lombardije) en telt 5827 inwoners (31-12-2004). De oppervlakte bedraagt 31,5 km², de bevolkingsdichtheid is 183 inwoners per km².

## Demografie
Moglia telt ongeveer 2200 huishoudens. Het aantal inwoners steeg in de periode 1991-2001 met 4,3% volgens cijfers uit de tienjaarlijkse volkstellingen van ISTAT.
| Jaar | Inwoneraantal |
| ---- | ------------- |
| 1991 | 5430          |
| 2001 | 5666          |

## Geografie
Moglia grenst aan de volgende gemeenten: Concordia sulla Secchia (MO), Gonzaga, Novi di Modena (MO), Pegognaga, Quistello, Reggiolo (RE), Rolo (RE), San Benedetto Po.